# Acanthomysis meridionalis
Acanthomysis meridionalis är en kräftdjursart som beskrevs av Liu och Wang 1983. Acanthomysis meridionalis ingår i släktet Acanthomysis och familjen Mysidae. Inga underarter finns listade i Catalogue of Life.